# Parhoplophryne usambarica
Parhoplophryne usambarica is een kikker uit de familie smalbekkikkers (Microhylidae). De kikker werd voor het eerst wetenschappelijk beschreven door Barbour en Loveridge in 1928. Oorspronkelijk werd de wetenschappelijke naam Parhoplophryne usambaricus gebruikt. Het is de enige soort uit het geslacht Parhoplophryne.
Parhoplophryne usambarica is endemisch in noordoostelijk Tanzania, en komt alleen voor in het Usambaragebergte. De kikker is aangetroffen in beboste heuvels rond 900 meter boven zeeniveau. De habitat van deze bodembewonende kikker bestaat kennelijk uit bossen, de soort heeft waarschijnlijk dezelfde ecologie als Hoplophryne- soorten.
Parhoplophryne usambarica is sterk bedreigd en ondanks intensief herpetologisch veldonderzoek naar het gebied waarin de kikker leeft zijn er sinds eind jaren twintig geen exemplaren meer aangetroffen. Illegale goudwinning, ontbossing en kleinschalige agrarische activiteiten zijn bedreigingen.
Hoplophryne · 
Parhoplophryne